# Christian Wilhelm Volland
Christian Wilhelm Volland (* 8. Mai 1682 in Horsmar bei Mühlhausen, Thüringen; † 1757 in Mühlhausen) war königlich-britischer sowie braunschweig-lüneburgischer Kirchen- und Konsistorialrat, Superintendent und Schulinspektor der Reichsstadt Mühlhausen.

## Kindheit und Jugend
Volland war der Sohn des Oberpfarrers Johann Wilhelm Volland (1648–1718). Johann Wilhelm Vollands Vater Hinnrich Wilhelm Volland aus der Familie Volland kam aus Württemberg während des Dreißigjährigen Krieges nach Thüringen. Johann Wilhelm Volland hatte seit 1672 Evangelische Theologie in Erfurt studiert und schloss sein Studium mit einer Promotion ab. Später heiratete er die Diakonstochter Martha Schiede. Sein Sohn Christian Wilhelm Volland führte die geistliche Tradition der Familie fort und studierte zwischen 1701 und 1703 ebenfalls Theologie und Philosophie in Wittenberg. Nachdem er dort seinen Magister bestanden hatte, lehrte er dort als Dozent für Philosophie.

## Beruflicher Werdegang als Geistlicher
1712 wurde er als Professor nach Breslau an das Maria-Magdalenen-Gymnasium gerufen. Der Magister war zu dieser Zeit dem Doktor gleichgestellt und die Promotion mit einem Lehrauftrag von mindestens einem Jahr verbunden. Er blieb hier drei Jahre. 1715 erhielt er dann die Würde eines Diakons von der Reichsstadt Mühlhausen verliehen. 
Um 1725 wurde er vom Kurfürsten Georg I. von Braunschweig-Lüneburg zum „königlich-großbritannischen sowie kurfürstlich braunschweig-lüneburgischen Kirchen- und Konsistorialrat“ ernannt. Obwohl er nie in England war, erhielt er diesen Doppeltitel durch die Personalunion der Welfen, die zugleich Kurfürsten von Braunschweig und Lüneburg sowie Könige von Großbritannien waren. Im gleichen Jahr wurde er zudem Schulinspektor der Reichsstadt Mühlhausen. 1736 wurde er zusätzlich zum Doktor der Theologie ernannt. Ausschlaggebend war seine „Dissertatione theologica de cantionum sacrarum“, mit der er entscheidend zu dem damals in Thüringen schwelenden Gesangsbuchstreit beitrug. Volland bezog während des Gesangbuchstreits eine sehr konservative Haltung, indem er jegliche Neuerungen in dem alten Lutherischen Gesangbuch ablehnte. Um seiner Position Nachdruck zu verleihen, ließ er seine Dissertation in gekürzter Form 1736 in Mühlhausen drucken und in der Öffentlichkeit verteilen. Volland war im Thüringischen Gesangbuchstreit der geistige Hauptgegner des Theologen Friedrich Christian Lesser.

## Werke
Insgesamt sind von ihm mehr als 20 weitere Veröffentlichungen bekannt, größtenteils in Latein abgefasste Kirchentraktate, aber auch ein paar Werke zu Fragen der Schulbildung und Wissenschaft. Das bekannteste seiner Werke ist dennoch der „Nordhäuser Katechismus“. 
Johann Jacob Moser, ein Chronist seiner Zeit, weiß in seinem „Beytrag zu einem Lexico der jetzlebenden Lutherischen- und Reformierten Theologen“ aus dem Jahre 1740 über ihn zu berichten:
„Daß er eine Tochter von Herrn Neumeister zu Hamburg zur Ehe habe, kann in gewissen Stücken eine gantze Idee machen. Herr Strubberg nennet seine Dissertationes eleganter perscriptas (…). Es wird sonderlich von denen Rechten der Obrigkeit in Kirchen-Sachen, zumalen in Reichs-Städten, gehandelt. Sie ist auch von J.C.Rüdiger ins Teutsche übersetzt (…) herausgekommen. Der Bürgermeister Riemann zu Nordhausen versuchte den Magistrat zu Mühlhausen diese Disputation nicht halten zu lassen; aber vergeblich. (…) Er verteidigt darin den Werth der angenehmen Wissenschaften gegen C.Schopp und einen Teutschen Reichs-Gelehrten, welcher geschrieben: Man mache sich dadurch untüchtig, die rechte Weisheit zu erforschen und werde ein Fallentzer …!“
Zu den theologischen Werken gehören:
- Kurtzgefassten Anmerckungen über die Nordhäusische Lieder-Stürmerey, in: Plathner, C.F.: Unpartheyische Erläuterung des Philalethis Rechts-Bedencken A. 1736 über die Nordhäusische Gesangbuchs-Sache & wie auch Jureconsulti Anonymi kurtze Notamina &. die dermahlige Contrours, wegen Abschaffung alter Evangelisch-Lutherischer Lieder betreffend, Mühlhausen, 1737.
- Selectae Observationes Et Notae, Vetervm Cantilenarvm Ecclesiasticarvm Osoribvs Et Contemptoribvs, ad ius Episcopale, in pessima causa sua, perperam prouocantibus, nullaque Imperii lege prohiberi se, frustra putantibus, ad expendendum, & resipiscendum amice propositae, Mühlhausen, 1737.

Zu den weltlichen Werken zählen:
- Vindiciae Chrysostomi De S. Coenae Argumento Adversus ... Joannem Harduinum E S. I. Paris Conscriptae, Wittenberg, 1713.
- SOPHRONIUM, Characterem CORDATI STUDIOSI exprimentem in Gymnasio Mar. Magdal Actu Solemni ..., Breslau, 1713.
- De solidae eruditionis subsidiis, Diss., Wittenberg, 1709.

## Ehen
Im Jahre 1713 heiratete Volland in Breslau Johanna Sophia Plathner (1695–1724), eine Tochter von Georg Plathner, Konsistorialpräsident, Gerichtsschultheiß, Syndikus und Vornehmer des Rates der Reichsstadt Mühlhausen. Als Johanna Plathner nach zehn Jahren Ehe 1724 im Kindbett starb, heiratete Volland am 27. November 1726 in Hamburg Augustine Elisabeth Neumeister, 3. Tochter des Hauptpastors von Hamburg Erdmann Neumeister, der 1704–1705 Hofdiakon im Schloss Weißenfels war.
Seine Tochter Johanna Elisabethe heiratete den zunächst den Regierungssekretärs Christian Wilhelm Kühn und dann den Schriftsteller Karl Friedrich Bahrdt.
Christian Wilhelm Volland war auch der Großvater von Johann Georg Volland (1763–1818), dem späteren Oberbürgermeister von Sondershausen.